# Hoplia bisignata
Hoplia bisignata är en skalbaggsart som beskrevs av Gyllenhall 1817. Hoplia bisignata ingår i släktet Hoplia och familjen Melolonthidae. Inga underarter finns listade i Catalogue of Life.